# Васил Левски (хижа)
Хижа „Васил Левски“ се намира в местността Голяма гюрля, на границата между Троянска и Калоферска планина, дялове на Средна Стара планина. Построена е през 1925 г. под името „Юмрукчал“, но по-късно изгаря. Възстановена и разширена е, а от 1954 г. носи името „Васил Левски“. Освен основната сграда с капацитет 70 места разполага и със сезонно бунгало с 12 легла. Захранва се от ВЕЦ. Хижата е резервен пункт от европейския маршрут E3 (Ком – Емине).

## Съседни обекти
| Изходни точки              | Изходни точки |
| -------------------------- | ------------- |
| град Карлово               | 4,30 ч.       |
| Сопотски лифт              | 5,00 ч.       |
| Хижи                       |               |
| Балкански рози             | 1,00 ч.       |
| Хубавец                    | 2,00 ч.       |
| Добрила                    | 4,30 ч.       |
| Рай                        | 4,30 ч.       |
| Незабравка                 | 5,00 ч.       |
| Плевен                     | 5,30 ч.       |
| Тъжа                       | 7,30 ч.       |
| Други                      |               |
| водопад Карловско пръскало | 0,10 ч.       |
| връх Костенурката          | 1,30 ч.       |
| връх Ботев                 | 4,00 ч.       |